# 紅天鵝
《紅天鵝》為Disney+於2024年7月3日至7月31日上線的原創韓國劇集，由《最佳愛情》、《花遊記》朴洪均導演與《三姊妹》、《就要相愛》的崔允晶編劇合作打造。本劇講述如願以償過著上流社會完美生活卻仍不幸福的女人，遇到總是在危險時保護她的保鏢，兩人一起揭露看似優雅華麗的大韓民國上位圈1%集團內秘密的故事。
Disney+於7月3日起每週三播出兩集，該劇集亦於美國的Hulu上線。

## 演員陣容

### 主要人物[9]
- 金荷娜 飾演 吳婉秀

以高爾夫球選手登上顛峰之姿嫁給了花人集團的接班人，婚後成為NOW福祉財團的理事長，以韓國親善大使的身份透過慈善活動獲得世界性名聲讓花人集團擁有國際影響力。但在集團的繼承戰爭中，反覆遭受生命威脅，她仍堂堂正正的守護自己的理想；同時，她也逐漸依賴每次陷入危險時都會救自己的徐蹈允。
- Rain 飾演 徐蹈允

花人集團警衛隊皇家組組長，代號Q1。畢業於警察大學，擁有卓越武術實力與高水準的射擊技巧，曾在青瓦台負責總統的警衛業務。在一次槍戰中救出吳婉秀後，為了查明好友的死因進入花人集團的警衛隊，負責婉秀的護衛工作。

### 花人集團[12]
- 鄭糠雲 飾演 金容國

副會長、集團的繼承人，吳婉秀的丈夫。雖身為可以擁有一切的富二代，但卻得不到婉秀的心而感到徬徨。
- 徐梨淑 飾演 朴美蘭

現任會長、吳婉秀的婆婆。以引領大韓民國上位圈1%為傲，是位盡情施展自己慾望的人物，因此與守護自己信念的婉秀不斷發生衝突。 
- 尹帝文 飾演 韓尚一

集團代表律師。是處理所有大小事務的解決師般的存在，在朴美蘭身旁如影隨行。
- 奇銀世 飾演 張泰羅

金容國之前的祕書、現在的情婦，兩人還育有私生子。崇拜著吳婉秀也渴望取代她，一心想成為集團的新顏面。
- 高允 飾演 金容珉

花人集團次子，是一個冷靜又充滿野心的人物，爲了佔據花人集團將與哥哥金容國展開激烈的對決。
- 趙源熙 飾演 金斗吾

花人集團已故的名譽會長、前總統的兒子，身前將重大事項託付給吳婉秀。

### 吳婉秀周圍人物
- 鄭璟淳 飾演 沈春姬

吳婉秀的母親，因不小心得罪了朴美蘭而丟了球僮的工作，之後努力培訓婉秀成為高爾夫職業球手。但在美國因欠下了高額賭債，讓婉秀不得不與她斷絕關係。
- 金英弼（朝鲜语：김영필 (배우)） 飾演 吳賢秀

吳婉秀的哥哥，NOW福祉財團專務。
- 辛修姃 飾演 尹秘書

吳婉秀的秘書。
- 鄭珠妍 飾演 李進

原是會長保鑣、代號K1，因吳婉秀在馬尼拉遇襲而暫調去保護她，是位隱藏著秘密的反轉人物。

### 徐蹈允周圍人物
- 成赫 飾演 申朱赫

徐蹈允在警察大學的摰友還曾捐腎給他，之後在馬尼拉被殺害。
- 黃泰光 飾演 朴慶主

徐蹈允在警察大學的直屬前輩，現為花人集團保鑣組總管，主要負責副會長的安全，代號P1。
- 高泰鎮 飾演 Q2

花人集團警衛隊皇家組組員，在吳婉秀遇襲的汽車爆炸中倖存下來。

### 其他人物
- 金允智 飾演 徐智蓮

科斯莫化妝品社長、財閥家的女兒。雖是金容珉的妻子，但兩人貌合神離，是彼此利用的關係。
- 池秀媛 飾演 張秀蓮

張泰羅的母親。
- 朴賢淑 飾演 卞常務

花人集團的大正宮管家。
- David Lee 飾演 八星福賭場老闆

## 迴響
《紅天鵝》是演員金荷娜與Rain在OTT的第一部作品，劇集上線後，從華麗的動作戲到懸疑驚悚與愛情劇，以一刻也不能移開視線的題材趣味獲得了觀眾熱烈迴響，從7月3日上線後截至26日，在串流媒體收視排名網站FlixPatrol於韓國、臺灣、新加坡、香港等四個國家和地區的Disney+韓國TOP10 TV Show部門連續位居第一名。但劇情中，財閥家過時的陳腔濫調與角色缺乏的演技魅力，也讓本劇收到褒貶不一的評價。

## 原聲帶
- Part.1（發行日期：2024年7月4日）

| 曲序 | 曲目            | 演唱                  | 时长 |
| ---- | --------------- | --------------------- | ---- |
| 1.   | We Are          | The Stray（스트레이） | 3:25 |
| 2.   | We Are（Inst.） |                       | 3:25 |

- Part.2（發行日期：2024年7月6日）[24]

| 曲序 | 曲目                         | 演唱   | 时长 |
| ---- | ---------------------------- | ------ | ---- |
| 1.   | 該落幕了（막을 내려야 해요） | 金鐘萬 | 3:36 |
| 2.   | 該落幕了（Inst.）            |        | 3:36 |

- Part.3（發行日期：2024年7月10日）[25]

| 曲序 | 曲目                                | 演唱   | 时长 |
| ---- | ----------------------------------- | ------ | ---- |
| 1.   | 溫暖我的風（날 따뜻하게 해줄 바람） | 金浩妍 | 5:22 |
| 2.   | Lonely Light                        | COCONA | 3:46 |
| 3.   | 溫暖我的風（Inst.）                 |        | 5:22 |
| 4.   | Lonely Light（Inst.）               |        | 3:46 |

- Part.4（發行日期：2024年7月13日）

| 曲序 | 曲目              | 演唱   | 时长 |
| ---- | ----------------- | ------ | ---- |
| 1.   | Hate You          | Elaine | 3:17 |
| 2.   | Hate You（Inst.） |        | 3:17 |

- Part.5（發行日期：2024年7月19日）

| 曲序 | 曲目                          | 演唱                  | 时长 |
| ---- | ----------------------------- | --------------------- | ---- |
| 1.   | Runaway                       | 始娟                  | 2:54 |
| 2.   | 如果你在我身邊（곁에 있다면） | Dan-Woo Lin（임단우） | 3:23 |
| 3.   | Runaway（Inst.）              |                       | 2:54 |
| 4.   | 如果你在我身邊（Inst.）       |                       | 3:23 |

- Part.6（發行日期：2024年7月20日）

| 曲序 | 曲目            | 演唱  | 时长 |
| ---- | --------------- | ----- | ---- |
| 1.   | We Are          | KLANG | 3:59 |
| 2.   | We Are（Inst.） |       | 3:59 |

- Part.7（發行日期：2024年7月24日）

| 曲序 | 曲目                      | 演唱             | 时长 |
| ---- | ------------------------- | ---------------- | ---- |
| 1.   | Nightmare                 | Blueday          | 3:39 |
| 2.   | I Don't Know Why          | Viz（비즈）      | 3:44 |
| 3.   | No way out                | 金孝敏（김효민） | 3:10 |
| 4.   | Nightmare（Inst.）        |                  | 3:39 |
| 5.   | I Don't Know Why（Inst.） |                  | 3:44 |
| 6.   | No way out（Inst.）       |                  | 3:10 |

## 獎項與提名
| 年度 | 頒獎典禮               | 獎項       | 入圍者 | 結果 | 參     |
| 2024 | 第10屆APAN Star Awards | 女子演技獎 | 徐梨淑 | 提名 | [ 26 ] |

## 外部連結
- Daum上《紅天鵝》的資料
- NAVER上《紅天鵝》的資料
- 豆瓣电影上《紅天鵝》的資料 （简体中文）
- 《紅天鵝》在HanCinema的页面（英文）
- 在Disney+上觀看《紅天鵝》